# Zischendorf
Zischendorf ist ein Gemeindeteil der Stadt Feuchtwangen im Landkreis Ansbach (Mittelfranken, Bayern). Zischendorf liegt in der Gemarkung Breitenau.

## Geografie
Das Dorf liegt am linken Ufer der Wörnitz in einer flachhügeligen Ebene bestehend aus Grünland und Ackerflächen. Das Gebiet westlich des Ortes heißt Bräuningsfeld, das Gebiet im Nordosten Bräuningsfeld. 0,5 km südöstlich befindet sich der Schloßberg (520 m ü. NHN), der eine Erhebung der Sulzachrandhöhen ist, einem Abschnitt der Frankenhöhe. Eine Gemeindeverbindungsstraße führt nach Ratzendorf (0,9 km nördlich) bzw. nach Waldhausen zur Kreisstraße AN 4 (1,2 km nordwestlich), weitere führen nach Zumhaus (0,9 km südlich) und Breitenau (1,2 km südlich) jeweils zur AN 36.

## Geschichte
Zischendorf lag im Fraischbezirk des ansbachischen Oberamtes Feuchtwangen. Im Jahr 1732 bestand der Ort aus 7 Anwesen und 1 Gemeindehirtenhaus. Die Dorf- und Gemeindeherrschaft hatte das Klosterverwalteramt Sulz. Grundherren waren das Klosterverwalteramt Sulz (2 Höfe, 1 Drittelshof mit Wirtschaftsrecht, 2 Drittelshöfe), die Reichsstadt Dinkelsbühl (1 Gütlein) und die Reichsstadt Rothenburg (1 Gütlein). Von 1797 bis 1808 gehörte der Ort zum Justiz- und Kammeramt Feuchtwangen. Die Zahl der Anwesen blieb unverändert.
Mit dem Gemeindeedikt (frühes 19. Jahrhundert) wurde Zischendorf dem Steuerdistrikt und der Ruralgemeinde Breitenau zugeordnet. Im Zuge der Gebietsreform in Bayern wurde Zischendorf am 1. Januar 1972 nach Feuchtwangen eingemeindet.

### Bau- und Bodendenkmäler
- Burgstall Zischendorf[9]
- Haus Nr. 7: erdgeschossiges Wohnstallhaus in Fachwerk; drei zu drei Achsen, zweigeschossiger Giebel; am Eckpfosten eingekerbt „S[imon] T[reu] 1848“[10]

### Einwohnerentwicklung
| Jahr      | 001818 | 001840 | 001861 | 001871 | 001885 | 001900 | 001925 | 001950 | 001961 | 001970 | 001987 |
| Einwohner | 51     | 85     | 65     | 60     | 68     | 61     | 62     | 68     | 56     | 58     | 46     |
| Häuser    | 10     | 10     |        |        | 11     | 11     | 10     | 11     | 11     |        | 12     |
| Quelle    | [ 12 ] | [ 13 ] | [ 14 ] | [ 15 ] | [ 16 ] | [ 17 ] | [ 18 ] | [ 19 ] | [ 20 ] | [ 21 ] | [ 1 ]  |

## Religion
Der Ort ist seit der Reformation evangelisch-lutherisch geprägt und bis heute nach St. Stephan (Breitenau) gepfarrt. Die Einwohner römisch-katholischer Konfession sind nach St. Ulrich und Afra (Feuchtwangen) gepfarrt.